# آندریا پریرا
آندریا پریرا (انگلیسی: Andrea Pereira؛ زادهٔ ۱۹ سپتامبر ۱۹۹۳) بازیکن فوتبال اهل اسپانیا است.
از باشگاه‌هایی که در آن بازی کرده‌است می‌توان به باشگاه فوتبال زنان بارسلونا و باشگاه فوتبال زنان اتلتیکو مادرید اشاره کرد.
وی همچنین در تیم‌های ملی فوتبال Spain women's national under-19 football team، زنان اسپانیا، و Catalonia women's national football team بازی کرده‌است.